# آنا بيريز (لاعبة هوكي الحقل)
آنا بيريز (بالإسبانية: Ana Raquel Pérez)‏ هي لاعب هوكي الحقل إسبانية، ولدت في 9 أكتوبر 1978.

## وصلات خارجية
- آنا بيريز على موقع اللجنة الأولمبية الدولية (الإنجليزية)
- آنا بيريز على موقع أوليمبيديا (الإنجليزية)
- آنا بيريز على موقع اللجنة الأولمبية الإسبانية (الإسبانية)